# 王郡
王郡（？—1756年），曾改名李郡，為清朝武官官員，本籍陝西乾州（今陕西乾县）。:67
1691年（康熙三十年），以陕西饥荒，流亡福建，以李姓入伍，以千总赴台湾镇压朱一贵起义。1727年（雍正5年）奉旨調任前往台灣，接任陳倫炯擔任台灣鎮總兵。是台灣清治時期此期間，受台灣道制約的台灣最高軍事首長。雍正年间，抚绥台湾南北路社番，筹兵食。1733年，平臺灣中部大甲西社事件與南部吳福生事件，平調福建水師提督。乾隆初年，建议仍禁台湾民间制枪。官至福建陆路、水师提督加太子少保。乾隆二十一年卒。谥勤慤。
| 前任： 陳倫炯 | 台灣鎮總兵 1727年上任 | 繼任： 呂瑞麟 |

## 延伸阅读
[在维基数据编辑]
 《清史稿/卷299》，出自趙爾巽《清史稿》

## 相關作品
中文小說
- 《敦仔腳下大肚山夕暮》，徐毅振著，台灣，晨星出版，2022。